# Proceratophrys cururu
Espèce
Statut de conservation UICN

 DD  : Données insuffisantes
Proceratophrys cururu est une espèce d'amphibiens de la famille des Odontophrynidae.

## Répartition
Cette espèce est endémique de la Serra do Cipó dans le sud du Brésil. Elle se rencontre dans l'État du Minas Gerais, entre 800 et 1 300 m d'altitude,.

## Publication originale
- Eterovick & Sazima, 1998 : New Species of Proceratophrys (Anura: Leptodactylidae) from Southeastern Brazil. Copeia, vol. 1998, no 1, p. 159-164.